# Inga saltensis
Inga saltensis é uma espécie vegetal da família Fabaceae.
Pode ser encontrada nos seguintes países: Argentina e Bolívia.
Está ameaçada por perda de habitat.